# The Maelstrom
Pour plus de détails, voir Fiche technique et Distribution.
The Maelstrom est un film muet américain réalisé par Burton L. King, sorti en 1913.

## Fiche technique
- Titre : The Maelstrom
- Réalisation : Burton L. King
- Scénario :
- Producteur : Thomas H. Ince
- Société de production : Kay-Bee Pictures
- Sociétés de distribution : Mutual Film
- Pays de production :  États-Unis
- Langue : Anglais
- Métrage : 300 m
- Format : Noir et blanc — 35 mm — 1,33:1 — Muet
- Genre :
- Durée : 10 minutes
- Date de sortie : 
  - États-Unis : 25 novembre 1913

## Distribution
- J. Barney Sherry